# Qyntel Woods
Pour les articles homonymes, voir Woods.
Qyntel Woods, né le 16 février 1981 à Memphis (Tennessee), aux États-Unis, est un joueur américain de basket-ball. Il évolue au poste d'ailier.